# Рефлексив
Рефлексив (также возвратный (или средневозвратный) залог) — один из глагольных залогов во многих языках.
Рефлексив выражает действие субъекта, не переходящее на объект, а возвращающееся к самому объекту, сосредоточенное в нём (объект совпадает с субъектом).
Выделяют несколько групп:
1. общевозвратные глаголы (раскрыться, радоваться);
2. собственно-возвратные глаголы (возврат действия на самого деятеля): умыться, нарядиться);
3. косвенно-возвратные глаголы (действие, совершаемое субъектом для себя: собраться, построиться);
4. взаимно-возвратные глаголы (действие выполняется несколькими лицами; со значением «друг друга»: мириться, встречаться, поссориться);
5. активно-безобъектные глаголы (субъект имеет способность проявлять себя: бодаться, жалиться);
6. пассивно-качественные глаголы (способность пассивного субъекта подвергаться действию: испаряться, ломаться).

## В русском языке
В русском языке образуются от переходных глаголов с помощью постфикса -ся.

## В турецком языке
- В утведительной форме:

```
Основа глагола + аффиксы возвратного залога (1. -n ; 2. -ıl ( -il , -ul , -ül); 3. -ın ( -in , -un , -ün )) + если 
инфинитив
, то -mek / -mak , или же личное окончание местоимений
```

- В отрицательной форме:

```
Основа глагола + аффиксы возвратного залога (1. -n ; 2. -ıl ( -il , -ul , -ül ; 3. -ın ( -in , -un , -ün )) + отрицательная частица -ma / -me + если инфинитив, то -mek / -mak , или же личное окончание местоимений
```